# Baixi, Sichuan
Baixi (kinesiska: 白溪乡, 白溪) är en socken i Kina. Den ligger i provinsen Sichuan, i den sydvästra delen av landet, omkring 140 kilometer norr om provinshuvudstaden Chengdu. Antalet invånare är 1 845. Befolkningen består av 882 kvinnor och 963 män. Barn under 15 år utgör 18,0 %, vuxna 15-64 år 72 %, och äldre över 65 år 8,0 %.
Genomsnittlig årsnederbörd är 1 209 millimeter. Den regnigaste månaden är juli, med i genomsnitt 276 mm nederbörd, och den torraste är december, med 10 mm nederbörd.